# Трояново (Старозагорская область)
Трояново (болг. Трояново) — село в Болгарии. Находится в Старозагорской области, входит в общину Раднево. Население составляет 876 человек.

## Политическая ситуация
В местном кметстве Трояново, в состав которого входит Трояново, должность кмета (старосты) исполняет Калоян Манчев Колев (независимый) по результатам выборов правления кметства.
Кмет (мэр) общины Раднево — Нончо Драгиев Воденичаров (инициативный комитет) по результатам выборов в правление общины.